# Амонзода, Ширин Шоди
Ширин Шоди Амонзода (Ширин Шодиевна Амонова, род. 5 февраля 1978, Душанбе, Таджикская ССР) — таджикский государственный деятель. Министр труда, миграции и занятости населения с 3 ноября 2020 года по 5 января 2023 года. В прошлом — председатель Комитета по развитию туризма при Правительстве Республики Таджикистан с 27 января по 3 ноября 2020 года, ранее заместитель председателя этого Комитета с 30 июня 2017 года. Кандидат филологических наук (2004). Лауреат премии Исмоили Сомони для молодых ученых (2008).

## Биография
Родилась 5 февраля 1978 года в Дущанбе.
Окончила в 1999 году Таджикский государственный педагогический университет имени Кандила Джураева и в 2016 году Азиатско-Тихоокеанский университет Рицумейкан (APU) в Беппу в Японии. Её первая специальность — английский и французский языки, вторая — международные отношения. В 1999—2002 гг. была ассистентом кафедры методики преподавания английского языка Педагогического университета, в 2001—2002 гг. — аспирантом. В 2004 году защитила кандидатскую диссертацию по теме «Фирдоуси и его „Шахнаме“ в Англии и Америке».
С 2004 по 2006 год была исполнительным секретарем «Шведского комитета по Афганистану» в Душанбе, а также работала переводчиком в Управлении Верховного комиссара ООН по делам беженцев. С 2007 по 2016 год работала в Министерстве экономического развития и торговли Таджикистана. С 30 июня 2017 года заместитель председателя Комитета по развитию туризма при Правительстве Республики Таджикистан, с 27 января 2020 года — председатель этого Комитета. 3 ноября 2020 года назначена министром труда, миграции и занятости населения с 3 ноября 2020 года, сменила Гулру Джабборзода. 5 января 2023 года на ее место назначена Гульнора Хасанзода, которая занимала пост главы Агентства по статистике Таджикистана.
В 2008 году была удостоена премии Исмоили Сомони для молодых ученых в области науки и технологий.
Замужем, имеет двоих детей.